# Manettia gracilis
Manettia gracilis é uma espécie de dicotiledónea pertencente à família Rubiaceae, descrita em 1829.